# Progresión II-V-I

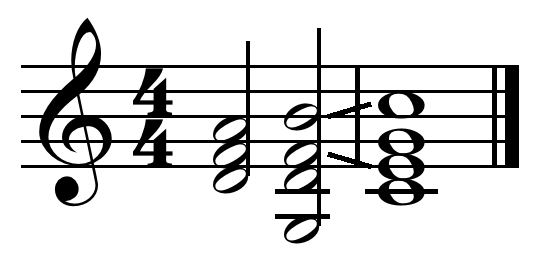
Ejemplo de progresión ii-V-I en do mayor.

La progresión ii-V-I o progresión IIm-V-I, también conocida como cadencia dominante, es una progresión de acordes usada en una gran variedad de géneros musicales, especialmente en el jazz. Es una progresión de acordes cuyas notas fundamentales descienden en intervalos de quinta justa a partir del segundo grado (o supertónica), luego al quinto grado (o dominante), y luego al primer grado (o tónica). Con la adición de alteraciones, sustituciones, y extensiones, (generalmente de séptimas), se pueden generar una gran cantidad de variaciones de la progresión, incluyendo las diferentes posibilidades que brindan las tonalidades menores y mayores.

## Ejemplos

### En tonalidad mayor
- Tríadas: IIm, V, I
- Tétradas: IIm7, V7, Imaj7
- Sustituciones: bVIm7, bII7(#11), Imaj7
- Extensiones: IIm9, V13, Imaj9

### En tonalidad menor
- Tríadas: II°, V, Im
- Tétradas: IIm7b5, V7, Im7
- Sustituciones: IIm7b5, bII7(#11), Im7
- Extensiones: IIm11(b5), V7(#9b13), Im9